# جان كلود نادون
جان كلود نادون (21 نوفمبر 1964 في سانت أفولد) (بالإنجليزية: Jean-Claude Nadon)‏ لاعب كرة قدم فرنسي معتزل كان يجيد اللعب في مركز حارس مرمى . شارك في أول مباراة رسمية في بطولة دوري الدرجة الأولى مع نادي ليل في مواجهة نادي كاين في 22 يوليو 1989 ومن ثم صارت محصلته الكاملة 246 مباراة .

## وصلات خارجية
- جان كلود نادون على موقع قاعدة بيانات كرة القدم.إي يو (الإنجليزية)